# تهانه پروپر
تهانه پروپر (به انگلیسی: Thana Proper) یک منطقهٔ مسکونی در پاکستان است که در خیبر پختونخوا واقع شده‌است.